# Achmed Osmanowitsch Tschakajew
Achmed Osmanowitsch Tschakajew (russisch Ахмед Османович Чакаев; * 21. März 1987 in Chassawjurt, Dagestan) ist ein russischer Ringer tschetschenischer Herkunft.

## Werdegang
Achmed Tschakajew begann im Alter vorn 15 Jahren in seiner tschetschenischen Heimat im Jahre 2002 mit dem Ringen. Er gehörte bzw. gehört dem „Schamil Umachanow“-Ringer-Club und dem Club Achmat Mahanova School an. Er wurde bzw. wird von T.M. Gusseinow, M.A. Gusseinow und Jaa Umarow trainiert. Er ringt nur im freien Stil. Bei einer Größe von 1,69 Metern wiegt er ca. 68 kg.
Der Tatsache, dass er mit 15 Jahren sehr spät mit dem Ringen begann, ist es geschuldet, dass er auf internationaler Ebene im Nachwuchsbereich (Cadets und Juniors) keine Einsätze bei internationalen Meisterschaften zu verzeichnen hat. Ab 2009 startete er zwar bei vielen wichtigen internationalen Turnieren und schnitt dabei meist auch hervorragend ab. Zu Siegen bei den beiden Veranstaltungen des russischen Ringer-Verbandes, die für die Beschickung der internationalen Meisterschaften ausschlaggebend sind, dem „Iwan-Yarigin“-Grand-Prix in Krasnojarsk und den russischen Meisterschaften kam er zunächst nicht.
2014 und 2015 belegte er bei den russischen Meisterschaften in der Gewichtsklasse bis 65 kg jeweils den 3. Platz. 2018 wurde er in der gleichen Gewichtsklasse dann erstmals russischer Meister vor Bechan Goigerejew. Beim „Iwan-Yarigin“-Grand-Prix in Krasnojarsk kam er im Jahre 2017 in der Gewichtsklasse bis 61 kg erstmals zum Sieg. Er verwies dabei seine russischen Landsleute Gadschimurad Raschidow und Wiktor Rassadin und den Olympiazweiten von 2016 Rei Higuchi aus Japan auf die Plätze.
Im April 2015 vertrat Achmed Tschakajew beim Freistil-Welt-Cup in Los Angeles zusammen mit Saurbek Sidakow die russischen Farben in der Gewichtsklasse bis 65 kg. Er kam dort nur zu einem Einsatz und verlor dabei gegen Brent Metcalf aus den Vereinigten Staaten nach Punkten. Im Dezember 2016 kam er dann zu seinem ersten Start bei internationalen Meisterschaften. Er wurde bei der Weltmeisterschaft in den nichtolympischen Gewichtsklassen in Budapest in der Gewichtsklasse bis 61 kg eingesetzt. In Budapest siegte er über Dimitar Ljubomir Iwanow, Bulgarien, verlor aber im Viertelfinale in einem griffreichen Kampf gegen Logan Stieber aus den Vereinigten Staaten mit 11:13 techn. Punkten. Da Stieber das Finale erreichte, konnte er in der Trostrunde weiterringen und sicherte sich dort mit Siegen über Wasyl Shuptar, Ukraine und Behnam Ehsanpoor aus dem Iran eine Bronzemedaille.
Im Mai 2017 startete er bei den Europameisterschaften in Novi Sad. In der Gewichtsklasse bis 61 kg besiegte er dort Manuel Wolfer aus Deutschland, Abdi Zurnaci, Türkei und Wolodja Frangulijan aus Armenien. Im Endkampf unterlag er dem georgischen Olympiasieger von 2016 Wladimir Chintschegaschwili nach Punkten und wurde damit Vize-Europameister.
Im Oktober 2018 startete Achmed Tschakajew zum zweiten Mal bei Weltmeisterschaften. In Budapest trat er in der Gewichtsklasse bis 65 kg an. Er siegte dort über Logan Stieber, Siroddidin Chasanow, Usbekistan und Wladimir Chintschegaschwili. Im Halbfinale unterlag er gegen den japanischen Newcomer Takuto Otoguro, sicherte sich aber mit einem Siegt über George Bucur aus Rumänien noch eine Bronzemedaille.
Beim „Iwan-Yarigin“-Grand-Pric 2019 in Krasnojarsk siegte Achmed Tschakajew in der Gewichtsklasse bis 65 kg vor Nachjin Kuular, Gadschimurad Raschidow, beide Russland und Batmagnai Batchuluun, Mongolei und schuf sich damit gute Voraussetzungen für eine erfolgreiche Fortsetzung seiner Karriere.

## International Erfolge
| Jahr | Platz | Wettbewerb                                    | Gewichtsklasse | Ergebnisse |
| 2009 | 2.    | „Iwan-Yarigin“-Grand-Prix in Krasnojarsk      | bis 60 kg      | hinter Adam Batirow, vor Alimchan Mamujew, beide Russland und Selimchan Husseinow, Aserbaidschan                                                                              |
| 2011 | 3.    | „Iwan-Yarigin“-Grand-Prix in Krasnojarsk      | bis 60 kg      | hinter Cengizhan Erdogan, Türkei und Rasul Murtasalijew, Russland |
| 2011 | 3.    | Golden-Grand-Prix in Baku                     | bis 60 kg      | hinter Selimchan Husseinow und Agajüseyin Mustafejew, beide Aserbaidschan |
| 2011 | 1.    | Ramsan-Kadyrow-Cup in Grosny                  | bis 60 kg      | vor Hadschi Alijew, Aserbaidschan, Cengizhan Erdogan und Albert Kairchanow, Russland                                                                                          |
| 2012 | 3.    | „Iwan-Yarigin“-Grand-Prix in Krasnojarsk      | bis 60 kg      | hinter Rasul Murtasalijew und Cengizhan Erdogan |
| 2012 | 3.    | „Ali-Alijew“-Memorial in Machatschkala        | bis 66 kg      | hinter Iljas Bekbulatow und Asamat Bulatow, beide Russland |
| 2013 | 1.    | Intern. Turnier in Kiew                       | bis 66 kg      | vor Dewid Safarjan, Armenien, Rustambek Maschadow, Russland und Arsen Jedigarow, Ukraine                                                                                      |
| 2013 | 1.    | Ramsan-Kadyrow-Cup in Grosny                  | bis 66 kg      | vor Selimchan Yusupow, Tadschikistan, Amir Berukow und Gadschimurad Nurudinow, beide Russland                                                                                 |
| 2014 | 3.    | „Iwan-Yarigin“-Grand-Prix in Krasnojarsk      | bis 65 kg      | hinter Magomed Kurbanalijew und Alibeggadschi Jemejew, gemeinsam mit Soslan Ramonow, alle Russland                                                                            |
| 2014 | 1.    | Cup des Präsidenten von Burjatien in Ulan-Ude | bis 65 kg      | vor Mengi Mortny-Ool und Samat Nadirbek Uulu, beide Russland |
| 2014 | 1.    | „Ali-Alijew“-Memorial in Machatschkala        | bis 65 kg      | vor Tital Dschafarjan, Ukraine, Frank Chamizo Marquez, Italien und Gadschimurad Nurudiew                                                                                      |
| 2014 | 1.    | Intern. Turnier in Olympia/Griechenland       | bis 65 kg      | vor Franklin Gomez Matos, Puerto Rico, Surabi Iakobischwili, Georgien und Jung Young-ho, Südkorea                                                                             |
| 2014 | 7.    | Golden-Grand-Prix in Krasnojarsk              | bis 65 kg      | Sieger: Brent Metcalf, USA vor Magomed Muslimow, Aserbaidschan |
| 2015 | 5.    | „Iwan-Yarigin“-Grand-Prix in Krasnojarsk      | bis 65 kg      | hinter Iljas Bekbulatow, Brent Metcalf, Saurbek Sidakow und Jewgeni Jerbajew, beide Russland                                                                                  |
| 2015 | 1.    | „Ali-Alijew“-Memorial in Kaspiisk             | bis 61 kg      | vor Magomed Aripowitsch Magomedow, Rustam Abduraschidow und Murschid Mitalimow, alle Russland                                                                                 |
| 2015 | 1.    | Ramsan-Kadyrow-Cup in Grosny                  | bis 61 kg      | vor Achmednabi Gwarsatilow, Aserbaidschan, Aslan Koschtii und Murschid Mutalimow, alle Russland                                                                               |
| 2016 | 3.    | „Iwan-Yarigin“-Grand-Prix in Krasnojarsk      | bis 61 kg      | hinter Nurgun Skrjabin und Imam Adschiew, beide Russland |
| 2016 | 1.    | „Stjepan-Sargisjan“-Turnier in Vanadzor       | bis 61 kg      | vor Lascha Lomtadse, Georgien, Abdulla Achmedow, Russland und Beka Lomtadse, Georgien                                                                                         |
| 2016 | 3.    | WM in Budapest                                | bis 61 kg      | nach einem Sieg über Dimitar Ljubomirow Iwanow, Bulgarien, einer Niederlage gegen Logan Stieber, USA und Siegen über Wasyl Shuptar, Ukraine und Behnam Ehsanpoor, Iran        |
| 2017 | 1.    | „Iwan-Yarigin“-Grand-Prix in Krasnojarsk      | bis 61 kg      | vor Gadschimurad Raschidow und Wiktor Rassadin, beide Russland und Rei Higuchi, Japan                                                                                         |
| 2017 | 2.    | EM in Novi Sad                                | bis 61 kg      | nach Siegen über Manuel Wolfer, Deutschland, Abdi Zurnaci, Türkei und Wolodja Frangulijan, Armenien und einer Niederlage gegen Wladimir Chintschegaschwili, Georgien          |
| 2017 | 1.    | Alany-Turnier in Wladikawkas                  | bis 65 kg      | vor Murschid Mutalimow und Gamlet Ramonow, beide Russland und Siroddidin Chasanow, Usbekistan                                                                                 |
| 2018 | 2.    | „Iwan-Yarigin“-Grand-Prix in Krasnojarsk      | bis 65 kg      | hinter Iljas Bekbulatow, vor Nachjin Kuular, beide Russland und Selahattin Kilicsallayan, Türkei                                                                              |
| 2018 | 1.    | „Wacław-Ziółkowski“-Memorial in Warschau      | bis 65 kg      | vor Wladimir Chintschegaschwili, Dimitar Iwanow und Krzysztof Bienkowski, Polen                                                                                               |
| 2018 | 3.    | WM in Budapest                                | bis 65 kg      | nach Siegen über Logan Stieber, DSiroddidin Chasanow und Wladimir Chintschegaschwili, einer Niederlage gegen Takuto Otoguro, Japan und einem Sieg über George Bucur, Rumänien |
| 2019 | 1.    | „Iwan-Yarigin“-Grand-Prix in Krasnojarsk      | bis 65 kg      | vor Nachjin Kuular und Gadschimurad Raschidow, sowie Batmagnai Batchuluun, Mongolei                                                                                           |

## Russische Meisterschaften
| Jahr | Platz | Gewichtsklasse | Ergebnisse                                                                     |
| 2014 | 3.    | bis 65 kg      | hinter Soslan Ramonow und S. Dschalilow                                        |
| 2015 | 3.    | bis 65 kg      | hinter Iljas Bekbulatow und Soslan Ramonow, gemeinsam mit Magomed Kurbanalijew |
| 2018 | 1.    | bis 65 kg      | vor Bechan Goigerejew, Nachjin Kuular und Dascha Scharastepanow                |

Erläuterungen
- alle Wettkämpfe im freien Stil
- WM = Weltmeisterschaften, EM = Europameisterschaften